# Blood World
Blood World è un album registrato e pubblicato nel 1994 dalla band christian metal Mortification.

## Tracce
1. Clan of the Light – 4:20
2. Blood World – 4:13
3. Starlight – 4:50
4. Your Life – 4:15
5. Monks of the High Lord – 6:16
6. Symbiosis – 7:11
7. Love Song – 4:03
8. Live by the Sword – 3:24
9. J.G.S.H. – 0:30
10. Dark Allusions – 5:45

## Formazione

### Mortification
- Steve Rowe - basso, voce
- Michael Carlisle - chitarra, voce
- Phil Gibson - batteria, voce